# Estatísticas das Copas CONMEBOL e Sul-Americana
A Copa Sul-Americana é considerada uma continuação da Copa Conmebol (disputada entre 1992 e 1999) Seria a sua precursora pelas formas muito similares de classificação, embora os critérios para a antiga competição fossem mais rigorosos que os da atual e o número de participantes fosse diferente, com 16 ou 18 na antiga Copa Conmebol.
Em 2022, entrou oficialmente em pauta a unificação da antiga taça CONMEBOL como Copa Sul-Americana.

## Finais
| Finais da Copa Conmebol      |                                                                               |           |                      |                         |                   |                        |                             |
| Ano                          | Time mandante                                                                 | Placares  | Time visitante       | Estádio                 | Local             | Semifinalistas         | Semifinalistas              |
| Ano                          | Time mandante                                                                 | Placares  | Time visitante       | Estádio                 | Local             | Eliminado pelo campeão | Eliminado pelo vice-campeão |
| 1992                         | Atlético Mineiro                                                              | 2–0       | Olimpia              | Mineirão                | Belo Horizonte,   | El Nacional            | Gimnasia y Esgrima          |
| 1992                         | Olimpia                                                                       | 1–0       | Atlético Mineiro     | Manuel Ferreira         | Assunção,         | El Nacional            | Gimnasia y Esgrima          |
| 1992                         | Atlético Mineiro venceu por 2–1 no placar agregado.                           |           |                      |                         |                   | El Nacional            | Gimnasia y Esgrima          |
| 1993                         | Peñarol                                                                       | 1–1       | Botafogo             | Centenário              | Montevidéu,       | Atlético Mineiro       | San Lorenzo                 |
| 1993                         | Botafogo                                                                      | 2–2       | Peñarol              | Maracanã                | Rio de Janeiro,   | Atlético Mineiro       | San Lorenzo                 |
| 1993                         | Botafogo venceu por 3–2 nas cobranças de penalidades.                         |           |                      |                         |                   | Atlético Mineiro       | San Lorenzo                 |
| 1994                         | São Paulo                                                                     | 6–1       | Peñarol              | Morumbi                 | São Paulo,        | Corinthians            | Universidad de Chile        |
| 1994                         | Peñarol                                                                       | 3–0       | São Paulo            | Centenário              | Montevidéu,       | Corinthians            | Universidad de Chile        |
| 1994                         | São Paulo venceu por 6–4 no placar agregado.                                  |           |                      |                         |                   | Corinthians            | Universidad de Chile        |
| 1995                         | Atlético Mineiro                                                              | 4–0       | Rosário Central      | Mineirão                | Belo Horizonte,   | Atlético Colegiales    | América de Cali             |
| 1995                         | Rosário Central                                                               | 4–0       | Atlético Mineiro     | Gigante de Arroyito     | Rosário,          | Atlético Colegiales    | América de Cali             |
| 1995                         | Rosário Central venceu por 4–3 nas cobranças de penalidades.                  |           |                      |                         |                   | Atlético Colegiales    | América de Cali             |
| 1996                         | Lanús                                                                         | 2–0       | Santa Fe             | Ciudad de Lanús         | Lanús,            | Rosário Central        | Vasco da Gama               |
| 1996                         | Santa Fe                                                                      | 1–0       | Lanús                | El Campín               | Bogotá,           | Rosário Central        | Vasco da Gama               |
| 1996                         | Lanús venceu por 2–1 no placar agregado.                                      |           |                      |                         |                   | Rosário Central        | Vasco da Gama               |
| 1997                         | Lanús                                                                         | 1–4       | Atlético Mineiro     | Ciudad de Lanús         | Lanús,            | Universitario          | Colón                       |
| 1997                         | Atlético Mineiro                                                              | 1–1       | Lanús                | Mineirão                | Belo Horizonte,   | Universitario          | Colón                       |
| 1997                         | Atlético Mineiro venceu por 5–2 no placar agregado.                           |           |                      |                         |                   | Universitario          | Colón                       |
| 1998                         | Santos                                                                        | 1–0       | Rosário Central      | Vila Belmiro            | Santos,           | Sampaio Corrêa         | Atlético Mineiro            |
| 1998                         | Rosário Central                                                               | 0–0       | Santos               | Gigante de Arroyito     | Rosário,          | Sampaio Corrêa         | Atlético Mineiro            |
| 1998                         | Santos venceu por 1–0 no placar agregado.                                     |           |                      |                         |                   | Sampaio Corrêa         | Atlético Mineiro            |
| 1999                         | CSA                                                                           | 4–2       | Talleres             | Rei Pelé                | Maceió,           | Deportes Concepción    | São Raimundo                |
| 1999                         | Talleres                                                                      | 3–0       | CSA                  | Chateau Carreras        | Córdoba,          | Deportes Concepción    | São Raimundo                |
| 1999                         | Talleres venceu por 5–4 no placar agregado.                                   |           |                      |                         |                   | Deportes Concepción    | São Raimundo                |
| Finais da Copa Sul-Americana |                                                                               |           |                      |                         |                   |                        |                             |
| Ano                          | Time mandante                                                                 | Placares  | Time visitante       | Estádio                 | Local             | Semifinalistas         | Semifinalistas              |
| Ano                          | Time mandante                                                                 | Placares  | Time visitante       | Estádio                 | Local             | Eliminado pelo campeão | Eliminado pelo vice-campeão |
| 2002                         | Atlético Nacional                                                             | 0–4       | San Lorenzo          | Atanasio Girardot       | Medellín,         | Bolívar                | Nacional                    |
| 2002                         | San Lorenzo                                                                   | 0–0       | Atlético Nacional    | El Nuevo Gasómetro      | Buenos Aires,     | Bolívar                | Nacional                    |
| 2002                         | San Lorenzo venceu por 4–0 no placar agregado.                                |           |                      |                         |                   | Bolívar                | Nacional                    |
| 2003                         | River Plate                                                                   | 3–3       | Cienciano            | Monumental de Núñez     | Buenos Aires,     | Atlético Nacional      | São Paulo                   |
| 2003                         | Cienciano                                                                     | 1–0       | River Plate          | Monumental UNSA         | Arequipa,         | Atlético Nacional      | São Paulo                   |
| 2003                         | Cienciano venceu por 4–3 no placar agregado.                                  |           |                      |                         |                   | Atlético Nacional      | São Paulo                   |
| 2004                         | Bolívar                                                                       | 1–0       | Boca Juniors         | Hernando Siles          | La Paz,           | Internacional          | LDU Quito                   |
| 2004                         | Boca Juniors                                                                  | 2–0       | Bolívar              | La Bombonera            | Buenos Aires,     | Internacional          | LDU Quito                   |
| 2004                         | Boca Juniors venceu por 2–1 no placar agregado.                               |           |                      |                         |                   | Internacional          | LDU Quito                   |
| 2005                         | Pumas                                                                         | 1–1       | Boca Juniors         | Olímpico Universitário  | Cidade do México, | Universidad Católica   | Vélez Sarsfield             |
| 2005                         | Boca Juniors                                                                  | 1–1       | Pumas                | La Bombonera            | Buenos Aires,     | Universidad Católica   | Vélez Sarsfield             |
| 2005                         | Boca Juniors venceu por 4–3 nas cobranças de penalidades.                     |           |                      |                         |                   | Universidad Católica   | Vélez Sarsfield             |
| 2006                         | Pachuca                                                                       | 1–1       | Colo-Colo            | Hidalgo                 | Pachuca,          | Atlético Paranaense    | Toluca                      |
| 2006                         | Colo-Colo                                                                     | 1–2       | Pachuca              | Nacional de Chile       | Santiago,         | Atlético Paranaense    | Toluca                      |
| 2006                         | Pachuca venceu por 2–1 no placar agregado.                                    |           |                      |                         |                   | Atlético Paranaense    | Toluca                      |
| 2007                         | América                                                                       | 2–3       | Arsenal de Sarandí   | Azteca                  | Cidade do México, | River Plate            | Millonarios                 |
| 2007                         | Arsenal de Sarandí                                                            | 1–2       | América              | Juan Perón              | Avellaneda,       | River Plate            | Millonarios                 |
| 2007                         | Arsenal venceu pela regra dos gols fora de casa +.                            |           |                      |                         |                   | River Plate            | Millonarios                 |
| 2008                         | Estudiantes                                                                   | 0–1       | Internacional        | Ciudad de La Plata      | La Plata,         | Chivas Guadalajara     | Argentinos Juniors          |
| 2008                         | Internacional                                                                 | 1–1       | Estudiantes          | Beira-Rio               | Porto Alegre,     | Chivas Guadalajara     | Argentinos Juniors          |
| 2008                         | Internacional venceu por 2–1 no placar agregado, após prorrogação no 2º jogo. |           |                      |                         |                   | Chivas Guadalajara     | Argentinos Juniors          |
| 2009                         | LDU Quito                                                                     | 5–1       | Fluminense           | Casablanca              | Quito,            | River Plate            | Cerro Porteño               |
| 2009                         | Fluminense                                                                    | 3–0       | LDU Quito            | Maracanã                | Rio de Janeiro,   | River Plate            | Cerro Porteño               |
| 2009                         | LDU Quito venceu por 5–4 no placar agregado.                                  |           |                      |                         |                   | River Plate            | Cerro Porteño               |
| 2010                         | Goiás                                                                         | 2–0       | Independiente        | Serra Dourada           | Goiânia,          | LDU Quito              | Palmeiras                   |
| 2010                         | Independiente                                                                 | 3–1       | Goiás                | Libertadores da América | Avellaneda,       | LDU Quito              | Palmeiras                   |
| 2010                         | Independiente venceu por 5–3 nas cobranças de penalidades.                    |           |                      |                         |                   | LDU Quito              | Palmeiras                   |
| 2011                         | LDU Quito                                                                     | 0–1       | Universidad de Chile | Casablanca              | Quito,            | Vasco da Gama          | Vélez Sarsfield             |
| 2011                         | Universidad de Chile                                                          | 3–0       | LDU Quito            | Nacional de Chile       | Santiago,         | Vasco da Gama          | Vélez Sarsfield             |
| 2011                         | Universidad de Chile venceu por 4–0 no placar agregado.                       |           |                      |                         |                   | Vasco da Gama          | Vélez Sarsfield             |
| 2012                         | Tigre                                                                         | 0–0       | São Paulo            | La Bombonera            | Buenos Aires,     | Universidad Católica   | Millonarios                 |
| 2012                         | São Paulo                                                                     | 2–0       | Tigre                | Morumbi                 | São Paulo,        | Universidad Católica   | Millonarios                 |
| 2012                         | São Paulo venceu por 2–0 no placar agregado.                                  |           |                      |                         |                   | Universidad Católica   | Millonarios                 |
| 2013                         | Ponte Preta                                                                   | 1–1       | Lanús                | Pacaembu                | São Paulo,        | Libertad               | São Paulo                   |
| 2013                         | Lanús                                                                         | 2–0       | Ponte Preta          | Ciudad de Lanús         | Lanús,            | Libertad               | São Paulo                   |
| 2013                         | Lanús venceu por 3–1 no placar agregado.                                      |           |                      |                         |                   | Libertad               | São Paulo                   |
| 2014                         | Atlético Nacional                                                             | 1–1       | River Plate          | Atanasio Girardot       | Medellín,         | Boca Juniors           | São Paulo                   |
| 2014                         | River Plate                                                                   | 2–0       | Atlético Nacional    | Monumental de Núñez     | Buenos Aires,     | Boca Juniors           | São Paulo                   |
| 2014                         | River Plate venceu por 3–1 no placar agregado.                                |           |                      |                         |                   | Boca Juniors           | São Paulo                   |
| 2015                         | Huracán                                                                       | 0–0       | Santa Fe             | El Palacio              | Buenos Aires,     | Sportivo Luqueño       | River Plate                 |
| 2015                         | Santa Fe                                                                      | 0–0       | Huracán              | El Campín               | Bogotá,           | Sportivo Luqueño       | River Plate                 |
| 2015                         | Santa Fe venceu por 3–1 nas cobranças de penalidades.                         |           |                      |                         |                   | Sportivo Luqueño       | River Plate                 |
| 2016                         | Atlético Nacional                                                             | Cancelado | Chapecoense          | Atanasio Girardot       | Medellín,         | San Lorenzo            | Cerro Porteño               |
| 2016                         | Chapecoense                                                                   | Cancelado | Atlético Nacional    | Couto Pereira           | Curitiba,         | San Lorenzo            | Cerro Porteño               |
| 2016                         | Chapecoense foi declarada campeã.[a]                                          |           |                      |                         |                   | San Lorenzo            | Cerro Porteño               |
| 2017                         | Independiente                                                                 | 2–1       | Flamengo             | Libertadores da América | Avellaneda,       | Libertad               | Junior Barranquilla         |
| 2017                         | Flamengo                                                                      | 1–1       | Independiente        | Maracanã                | Rio de Janeiro,   | Libertad               | Junior Barranquilla         |
| 2017                         | Independiente venceu por 3–2 no placar agregado.                              |           |                      |                         |                   | Libertad               | Junior Barranquilla         |
| 2018                         | Junior Barranquilla                                                           | 1–1       | Atlético Paranaense  | Metropolitano           | Barranquilla,     | Fluminense             | Santa Fe                    |
| 2018                         | Atlético Paranaense                                                           | 1–1       | Junior Barranquilla  | Arena da Baixada        | Curitiba,         | Fluminense             | Santa Fe                    |
| 2018                         | Atlético Paranaenese venceu por 4–3 nas cobranças de penalidades.             |           |                      |                         |                   | Fluminense             | Santa Fe                    |
| 2019                         | Independiente del Valle                                                       | 3–1       | Colón                | General Pablo Rojas     | Assunção,         | Corinthians            | Atlético Mineiro            |
| 2019                         | Independiente Del Valle venceu por 3–1 no placar único.                       |           |                      |                         |                   | Corinthians            | Atlético Mineiro            |
| 2020                         | Defensa y Justicia                                                            | 3–0       | Lanús                | Mario Alberto Kempes    | Córdova,          | Coquimbo Unido         | Vélez Sarsfield             |
| 2020                         | Defensa y Justicia venceu por 3–0 no placar único.                            |           |                      |                         |                   | Coquimbo Unido         | Vélez Sarsfield             |
| 2021                         | Athletico Paranaense                                                          | 1–0       | Red Bull Bragantino  | Centenário              | Montevidéu,       | Peñarol                | Libertad                    |
| 2021                         | Athletico Paranaense venceu por 1–0 no placar único.                          |           |                      |                         |                   | Peñarol                | Libertad                    |
| 2022                         | Independiente del Valle                                                       | 2–0       | São Paulo            | Mario Alberto Kempes    | Córdova,          | Melgar                 | Atlético Goianiense         |
| 2022                         | Independiente Del Valle venceu por 2–0 no placar único.                       |           |                      |                         |                   | Melgar                 | Atlético Goianiense         |
| 2023                         | LDU Quito                                                                     | 1–1       | Fortaleza            | Domingo Burgueño        | Maldonado,        | Defensa y Justicia     | Corinthians                 |
| 2023                         | LDU Quito venceu por 4–3 nas cobranças de penalidades.                        |           |                      |                         |                   | Defensa y Justicia     | Corinthians                 |
| 2024                         | Racing                                                                        | 3–1       | Cruzeiro             | General Pablo Rojas     | Assunção,         | Corinthians            | Lanús                       |
| 2024                         | Racing venceu por 3–1 no placar único.                                        |           |                      |                         |                   | Corinthians            | Lanús                       |
| 2025                         |                                                                               |           |                      |                         | La Sierra,        |                        |                             |
| 2025                         |                                                                               |           |                      |                         |                   |                        |                             |

- A^  A Chapecoense foi declarada campeã, após o Atlético Nacional abdicar do título, como forma de homenagem à tragédia, que vitimou a delegação da equipe brasileira.[10][11][12][13][14]

## Títulos

### Por clube

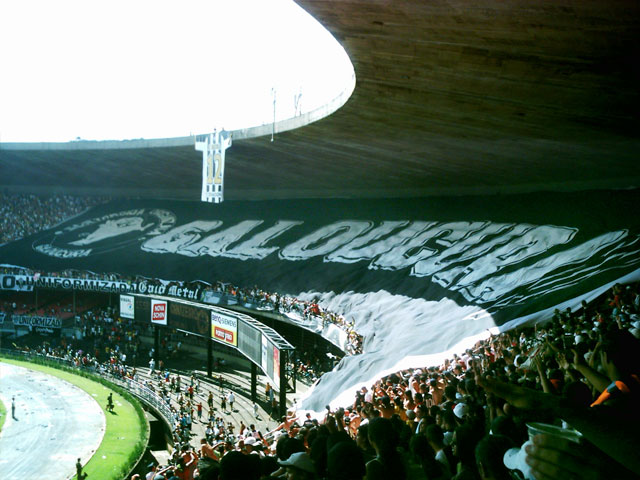
O, ao ser campeão em 1992, se tornou o primeiro clube a vencer o torneio.

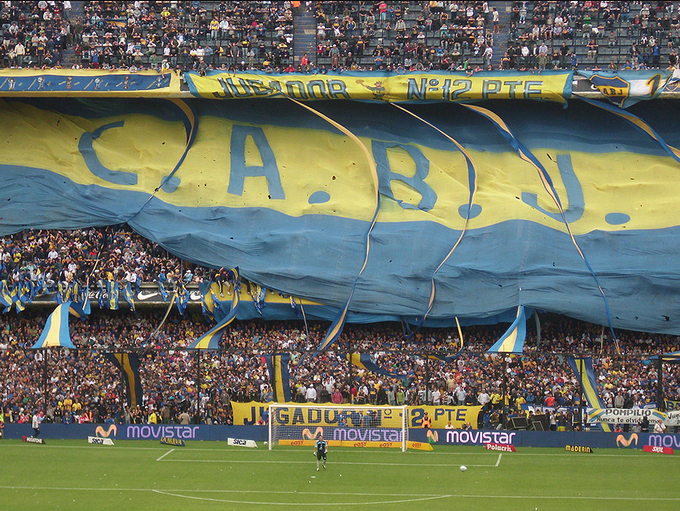
O, bicampeão consecutivo em 2004 e 2005, ainda não teve o seu feito igualado até os dias de hoje.

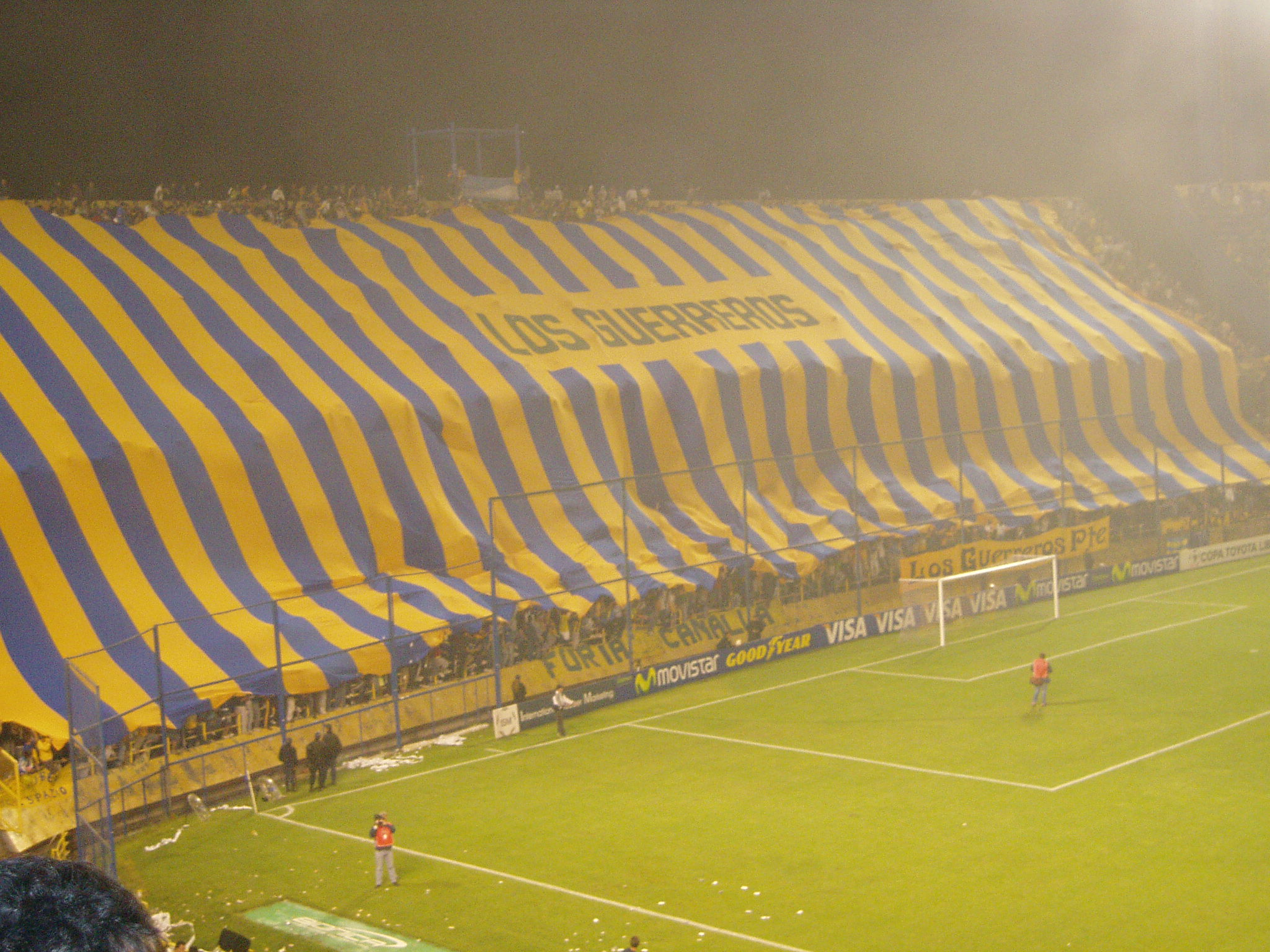
, proporcionou a maior virada de uma final sul-americana, depois de perder o 1º jogo por 4 a 0 em 1995.

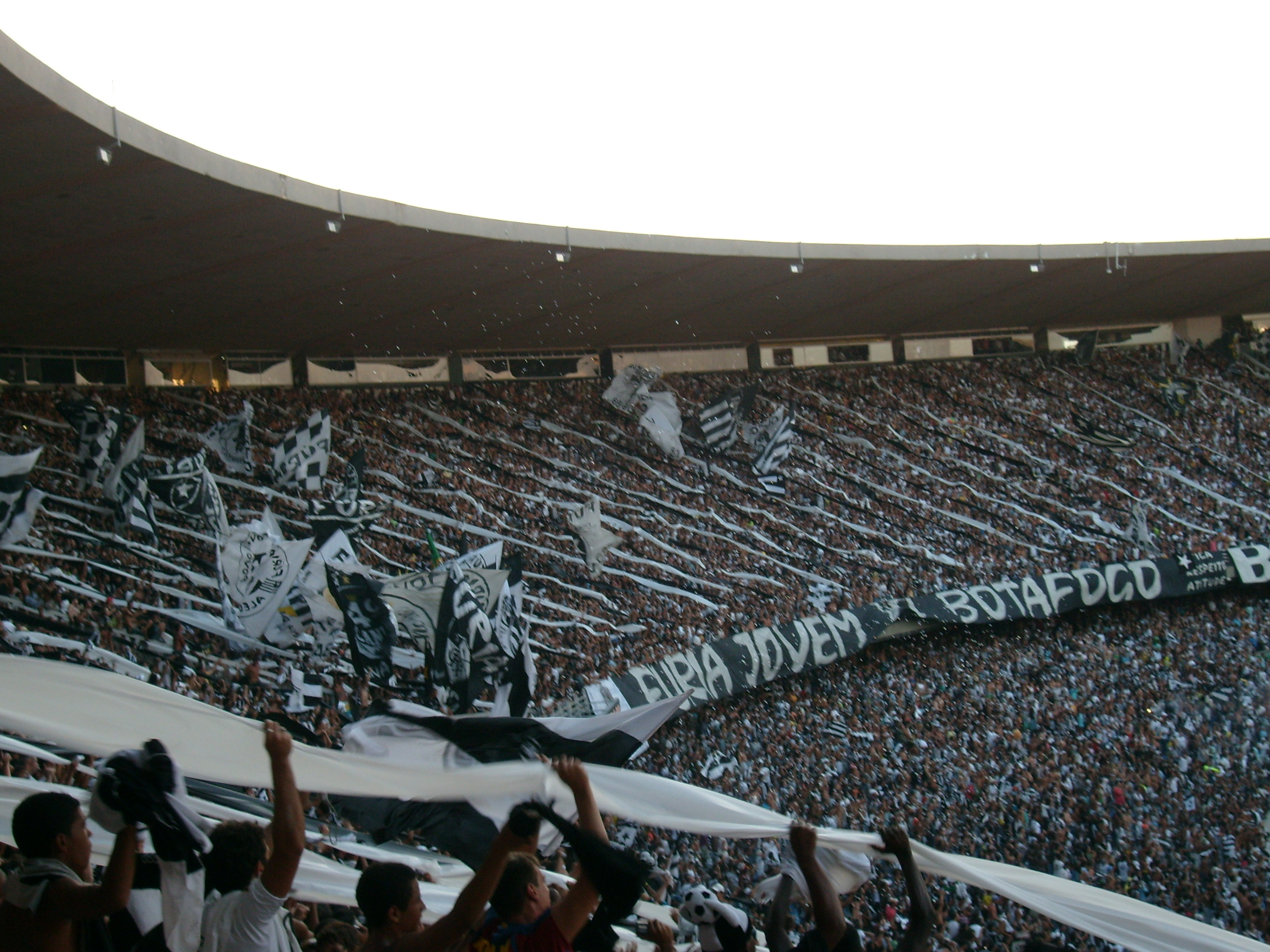
O, vice-campeão brasileiro de 1992, venceu a edição de 1993, período que participavam equipes (1992–1995), que hoje teriam direito a vaga na Libertadores do ano seguinte.

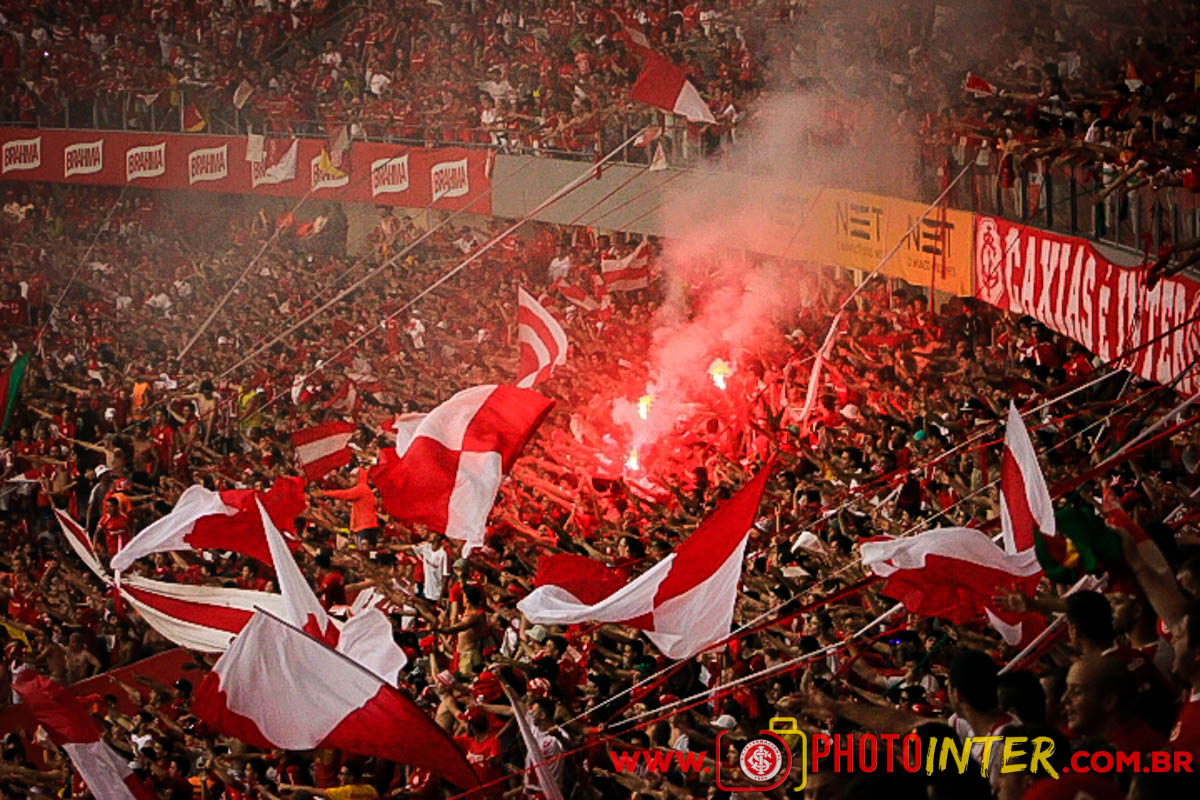
O, campeão da edição de 2008, foi o primeiro brasileiro a vencer na segunda fase do torneio.

| Clube | País      | Títulos         | Vices                 | Semifinais                  |
| --- | --------- | --------------- | --------------------- | --------------------------- |
| Lanús | Argentina | 2 (1996 e 2013) | 2 (1997 e 2020)       | 1 (2024)                    |
| Atlético Mineiro                                                                                               | Brasil    | 2 (1992 e 1997) | 1 (1995)              | 3 (1993, 1998 e 2019)       |
| São Paulo | Brasil    | 2 (1994 e 2012) | 1 (2022)              | 3 (2003, 2013 e 2014)       |
| LDU Quito | Equador   | 2 (2009 e 2023) | 1 (2011)              | 2 (2004 e 2010)             |
| Boca Juniors                                                                                                   | Argentina | 2 (2004 e 2005) | 0                     | 1 (2014)                    |
| Athletico Paranaense[1]                                                                                        | Brasil    | 2 (2018 e 2021) | 0                     | 1 (2006)                    |
| Independiente                                                                                                  | Argentina | 2 (2010 e 2017) | 0                     | 0                           |
| Independiente del Valle                                                                                        | Equador   | 2 (2019 e 2022) | 0                     | 0                           |
| River Plate | Argentina | 1 (2014)        | 1 (2003)              | 2 (2007 e 2015)             |
| Rosário Central                                                                                                | Argentina | 1 (1995)        | 1 (1998)              | 1 (1996)                    |
| Santa Fe | Colômbia  | 1 (2015)        | 1 (1996)              | 1 (2018)                    |
| San Lorenzo | Argentina | 1 (2002)        | 0                     | 2 (1993 e 2016)             |
| Internacional                                                                                                  | Brasil    | 1 (2008)        | 0                     | 1 (2004)                    |
| Universidad de Chile                                                                                           | Chile     | 1 (2011)        | 0                     | 1 (1994)                    |
| Defensa y Justicia                                                                                             | Argentina | 1 (2020)        | 0                     | 1 (2023)                    |
| Botafogo | Brasil    | 1 (1993)        | 0                     | 0                           |
| Santos | Brasil    | 1 (1998)        | 0                     | 0                           |
| Talleres | Argentina | 1 (1999)        | 0                     | 0                           |
| Cienciano | Peru      | 1 (2003)        | 0                     | 0                           |
| Pachuca | México    | 1 (2006)        | 0                     | 0                           |
| Arsenal de Sarandí                                                                                             | Argentina | 1 (2007)        | 0                     | 0                           |
| Chapecoense | Brasil    | 1 (2016)        | 0                     | 0                           |
| Racing | Argentina | 1 (2024)        | 0                     | 0                           |
| Atlético Nacional                                                                                              | Colômbia  | 0               | 3 (2002, 2014 e 2016) | 1 (2003)                    |
| Peñarol | Uruguai   | 0               | 2 (1993 e 1994)       | 1 (2021)                    |
| Bolívar | Bolívia   | 0               | 1 (2004)              | 1 (2002)                    |
| Fluminense | Brasil    | 0               | 1 (2009)              | 1 (2018)                    |
| Junior Barranquilla                                                                                            | Colômbia  | 0               | 1 (2018)              | 1 (2017)                    |
| Colón | Argentina | 0               | 1 (2019)              | 1 (1997)                    |
| Olimpia | Paraguai  | 0               | 1 (1992)              | 0                           |
| CSA | Brasil    | 0               | 1 (1999)              | 0                           |
| Pumas | México    | 0               | 1 (2005)              | 0                           |
| Colo-Colo | Chile     | 0               | 1 (2006)              | 0                           |
| América | México    | 0               | 1 (2007)              | 0                           |
| Estudiantes | Argentina | 0               | 1 (2008)              | 0                           |
| Goiás | Brasil    | 0               | 1 (2010)              | 0                           |
| Tigre | Argentina | 0               | 1 (2012)              | 0                           |
| Ponte Preta | Brasil    | 0               | 1 (2013)              | 0                           |
| Huracán | Argentina | 0               | 1 (2015)              | 0                           |
| Flamengo | Brasil    | 0               | 1 (2017)              | 0                           |
| Red Bull Bragantino                                                                                            | Brasil    | 0               | 1 (2021)              | 0                           |
| Fortaleza | Brasil    | 0               | 1 (2023)              | 0                           |
| Cruzeiro | Brasil    | 0               | 1 (2024)              | 0                           |
| Corinthians | Brasil    | 0               | 0                     | 4 (1994, 2019, 2023 e 2024) |
| Vélez Sarsfield                                                                                                | Argentina | 0               | 0                     | 3 (2005, 2011 e 2020)       |
| Libertad | Paraguai  | 0               | 0                     | 3 (2013, 2017 e 2021)       |
| Vasco da Gama                                                                                                  | Brasil    | 0               | 0                     | 2 (1996 e 2011)             |
| Universidad Católica                                                                                           | Chile     | 0               | 0                     | 2 (2005 e 2012)             |
| Millonarios | Colômbia  | 0               | 0                     | 2 (2007 e 2012)             |
| Cerro Porteño                                                                                                  | Paraguai  | 0               | 0                     | 2 (2009 e 2016)             |
| El Nacional | Equador   | 0               | 0                     | 1 (1992)                    |
| Gimnasia y Esgrima                                                                                             | Argentina | 0               | 0                     | 1 (1992)                    |
| América de Cali                                                                                                | Colômbia  | 0               | 0                     | 1 (1995)                    |
| Atlético Colegiales                                                                                            | Paraguai  | 0               | 0                     | 1 (1995)                    |
| Universitario                                                                                                  | Peru      | 0               | 0                     | 1 (1997)                    |
| Sampaio Corrêa                                                                                                 | Brasil    | 0               | 0                     | 1 (1998)                    |
| Deportes Concepción                                                                                            | Chile     | 0               | 0                     | 1 (1999)                    |
| São Raimundo                                                                                                   | Brasil    | 0               | 0                     | 1 (1999)                    |
| Nacional | Uruguai   | 0               | 0                     | 1 (2002)                    |
| Toluca | México    | 0               | 0                     | 1 (2006)                    |
| Argentinos Juniors                                                                                             | Argentina | 0               | 0                     | 1 (2008)                    |
| Chivas Guadalajara                                                                                             | México    | 0               | 0                     | 1 (2008)                    |
| River Plate | Uruguai   | 0               | 0                     | 1 (2009)                    |
| Palmeiras | Brasil    | 0               | 0                     | 1 (2010)                    |
| Sportivo Luqueño                                                                                               | Paraguai  | 0               | 0                     | 1 (2015)                    |
| Coquimbo Unido                                                                                                 | Chile     | 0               | 0                     | 1 (2020)                    |
| Atlético Goianiense                                                                                            | Brasil    | 0               | 0                     | 1 (2022)                    |
| Melgar | Peru      | 0               | 0                     | 1 (2022)                    |
| Em caso de empate, os clubes estão dispostos em ordem cronológica dos resultados, seguido da ordem alfabética. |           |                 |                       |                             |

| País      | Títulos | Vices | Semifinais |
| --------- | ------- | ----- | ---------- |
| Argentina | 13      | 8     | 14         |
| Brasil    | 10      | 10    | 19         |
| Equador   | 4       | 1     | 3          |
| Colômbia  | 1       | 5     | 6          |
| México    | 1       | 2     | 2          |
| Chile     | 1       | 1     | 5          |
| Peru      | 1       | 0     | 2          |
| Uruguai   | 0       | 2     | 3          |
| Paraguai  | 0       | 1     | 7          |
| Bolívia   | 0       | 1     | 1          |
| Venezuela | 0       | 0     | 0          |
| Total     | 31      | 31    | 62         |

| Confederação | Títulos | Vices | Semifinais |
| ------------ | ------- | ----- | ---------- |
| CONMEBOL     | 30      | 29    | 60         |
| CONCACAF     | 1       | 2     | 2          |
| Total        | 31      | 31    | 62         |

## Artilheiros
| Edição | Futebolista(s)           | Clube                | Gols |
| ------ | ------------------------ | -------------------- | ---- |
| 1992   | Aílton                   | Atlético Mineiro     | 6    |
| 1993   | Sinval                   | Botafogo             | 8    |
| 1994   | Juninho Paulista         | São Paulo            | 5    |
| 1994   | Martín Rodríguez         | Peñarol              | 5    |
| 1994   | Tupãzinho                | Corinthians          | 5    |
| 1995   | Horacio Carbonari        | Rosario Central      | 4    |
| 1995   | Rubén da Silva           | Rosario Central      | 4    |
| 1996   | Óscar Mena               | Lanús                | 5    |
| 1997   | Valdir                   | Atlético Mineiro     | 7    |
| 1998   | Carlos Morales           | LDU Quito            | 4    |
| 1998   | Viola                    | Santos               | 4    |
| 1999   | Marcelo Araxá            | São Raimundo         | 4    |
| 1999   | Missinho                 | CSA                  | 4    |
| 2002   | Gonzalo Galindo          | Bolívar              | 4    |
| 2002   | Pierre Webo              | Nacional             | 4    |
| 2002   | Rodrigo Astudillo        | San Lorenzo          | 4    |
| 2003   | Germán Carty             | Cienciano            | 6    |
| 2004   | Horacio Chiorazzo        | Bolívar              | 5    |
| 2005   | Bruno Marioni            | Pumas                | 7    |
| 2006   | Humberto Suazo           | Colo-Colo            | 10   |
| 2007   | Ricardo Ciciliano        | Millonarios          | 6    |
| 2008   | Alex                     | Internacional        | 5    |
| 2008   | Nilmar                   | Internacional        | 5    |
| 2009   | Claudio Bieler           | LDU Quito            | 8    |
| 2010   | Rafael Moura             | Goiás                | 8    |
| 2011   | Eduardo Vargas           | Universidad de Chile | 11   |
| 2012   | Carlos Núñez             | Liverpool            | 5    |
| 2012   | Fábio Renato             | LDU Loja             | 5    |
| 2012   | Jonathan Fabbro          | Cerro Porteño        | 5    |
| 2012   | Michael Ríos             | Universidad Católica | 5    |
| 2012   | Wason Rentería           | Millonarios          | 5    |
| 2013   | Enner Valencia           | Emelec               | 5    |
| 2014   | Carlos Núñez             | Huachipato           | 5    |
| 2014   | Miler Bolaños            | Emelec               | 5    |
| 2015   | José Ariel Núñez         | Olimpia              | 5    |
| 2015   | Miller Bolaños           | Emelec               | 5    |
| 2015   | Ramón Ábila              | Huracán              | 5    |
| 2015   | Wilson Morelo            | Santa Fe             | 5    |
| 2016   | Cecilio Domínguez        | Cerro Porteño        | 6    |
| 2016   | Miguel Borja             | Atlético Nacional    | 6    |
| 2017   | Felipe Vizeu             | Flamengo             | 5    |
| 2017   | Jhon Cifuentes           | Universidad Católica | 5    |
| 2017   | Luis Rodríguez           | Atlético Tucumán     | 5    |
| 2018   | Nicolás Benedetti        | Deportivo Cali       | 5    |
| 2018   | Pablo                    | Athletico Paranaense | 5    |
| 2019   | Silvio Romero            | Independiente        | 5    |
| 2020   | Braian Romero            | Defensa y Justicia   | 9    |
| 2021   | Agustín Álvarez Martínez | Peñarol              | 10   |
| 2022   | Bernardo Cuesta          | Melgar               | 8    |
| 2023   | Gonzalo Mastriani        | América Mineiro      | 9    |
| 2024   | Adrián Martínez          | Racing               | 10   |